# ريتشارد تومسون (موسيقي)
ريتشارد تومسون (بالإنجليزية: Richard Thompson) (و. 1949  م) هو عازف قيثارة، وعازف مندولين، وكاتب أغاني بريطاني، ولد في لندن، يستخدم آلات Appalachian dulcimer ‏، ومندولين، وقيثارة، بدأ مشواره المهني سنة 1967.

## التعليم
تعلم في William Ellis School ‏.

## جوائز
حصل على جوائز منها:
- نيشان الامبراطورية البريطانية من رتبة ضابط.

## وصلات خارجية
- ريتشارد تومسون على موقع IMDb (الإنجليزية)
- ريتشارد تومسون على موقع الموسوعة البريطانية (الإنجليزية)
- ريتشارد تومسون على موقع ميوزك برينز (الإنجليزية)
- ريتشارد تومسون على موقع رولينغ ستون (الإنجليزية)
- ريتشارد تومسون على موقع إن إن دي بي (الإنجليزية)
- ريتشارد تومسون على موقع أول ميوزيك (الإنجليزية)
- ريتشارد تومسون على موقع ديسكوغز (الإنجليزية)
- ريتشارد تومسون على موقع قاعدة بيانات الفيلم (الإنجليزية)

- ريتشارد تومسون في قاعدة بيانات الأفلام على الإنترنت